# هرج‌ومرج بزرگ
هرج‌ومرج بزرگ (به فرانسوی: La Grosse Pagaille) یا فیلدمارشال (به ایتالیایی: La feldmarescialla) فیلمی است محصول سال ۱۹۶۷ و به کارگردانی استنو است. در این فیلم بازیگرانی همچون ریتا پاوونه، ترنس هیل، آرولدو تیری، جس هان، تدی رنو، جووانی چانفرییا و جامپی‌یرو لیترا ایفای نقش کرده‌اند.